# Molnár István (festő)
Molnár István (Munkács, 1968. január 27. – Ungvár, 1993. június 21.) magyar származású ukrán és szovjet festő- és grafikusművész.

## Pályafutása
Négy éves korában a család Ungvárra költözött. Az általános iskolai tanulmányait a megyeszékhely 1. számú iskolájában folytatta, közben látogatta Bakonyi Zoltán művészeti stúdióját. Az 1982-1987 közötti években az Ungvári Képzőművészeti Szakiskola diákja volt. Ugyanitt szervezték meg az első közös diákkiállításukat a később híressé vált kárpátaljai festőművészekkel, Szaller Róberttel és Penzel Péterrel. A szakiskola elvégzése után részt vett a „Bal Szem” elnevezésű képzőművészeti csoport létrehozásában és a csoport közös kiállításaiban. 1989-ben felvételt nyert a Lembergi Képzőművészeti Akadémiára, közben kiállításai voltak belföldön és külföldön. 1991 szeptemberétől 1992 januárjáig a Budapesti Képzőművészeti Akadémia diákja volt, de folyamatosan kapcsolatban állt a lembergi művészekkel és részt vett a megyei, országos és nemzetközi kiállításokon. Alkotásait Ungváron, Lembergben, valamint külföldön – Magyarországon, Lengyelországban, Németországban és az USA-ban – is kiállították. Párhuzamosan a rockzene is a szenvedélyévé vált. Barátaival létrehozták a „St. Pauli Guys” együttest. A rockzene energiája és stílusa bizonyos mértékben festményein is megjelenik.
Az ismertté vált festőművész és grafikus 1993. június 21-én tragikus hirtelenséggel távozott az élők sorából.

## Legfontosabb önálló és csoportos kiállításai
- 1986: első egyéni kiállítása Ungváron a városi kereskedelmi egység klubjában
- 1988: „Bal Szem" csoport első kiállítása, Ungvár
- 1988: „Két csepp a bal szemből” c. kiállítás Ungváron a Fórum klubban
- 1990: „Bal Szem” csoport kiállítása Ungváron a Hungarológiai Központban
- 1990: a csoport közös kiállítása Lengyelországban, Rzsesovban
- 1991: „Bal Szem” csoport kiállítása Budapesten és Berlinben
- 1992: „Bal Szem” csoport „MÁR” elnevezésű kiállítása a Lembergi Nemzeti Múzeumban
- 1992: csoportos kiállítás Chicagóban

## Emlékkiállítások
- 1994: Kárpátaljai Boksay Szépművészeti Múzeum, Ungvár
- 1998: Karpat-Art étterem kiállítói terme, Ungvár
- 2000: Kárpátaljai Megyei Tudományos Közkönyvtár Idegennyelvű Osztálya, Ungvár
- 2008: Kárpátaljai Nemzetiségi Központ konferenciaterme, Ungvár
- 2018:„In memoriam” emlékkiállítás a Kárpátaljai Boksay József Szépművészeti Múzeumban, Ungvár